# ビョルン・ミルバッケン
ビョルン・ミルバッケン（Bjørn Myrbakken、1972年8月15日 - ）は、ノルウェー、ソール・トロンデラーグ県Fannrem出身の元スキージャンプ選手。

## プロフィール
1991年3月13日のトロンハイムでスキージャンプ・ワールドカップにデビュー。67位となった。
1992-1993シーズンがベストシーズンで、12月5日のファルンで15位に入り初ポイント獲得、12月20日の札幌では自己最高位となる3位に入賞した。1993年ノルディックスキー世界選手権では団体戦で金メダルを獲得、個人ラージヒルは36位、ノーマルヒルは33位だった。1993年ノルウェー選手権ラージヒル2位。ワールドカップ総合では自己最高の10位となった。
1994年、自国開催のリレハンメルオリンピックに出場するもノーマルヒル39位に終わった。
ワールドカップ出場は1994-1995シーズンが最後で、翌1996年現役引退した。